# Teófilo Carneiro
Teófilo Maciel Pais Carneiro (24 de março de 1891 - 3 de agosto de 1949) foi um poeta e político português. Ele é o pai de Abel Augusto de Almeida Carneiro.

## Biografia
Nasceu em Ponte de Lima a 24 de Março de 1891, formou-se em Direito na Universidade de Coimbra (1911-1916) com a elevada média de 17 valores, tendo composto a balada para a tradicional récita de despedida dos quintanistas de Direito, redigindo o poema "Canto da Saudade".
Dedicou a sua vida ao exercício da advocacia, tendo sido também Professor no Externato e na Escola Primária Superior de António Feijó, em Ponte de Lima.
No entanto, foi deputado eleito para duas legislaturas da Primeira República, Presidente da Câmara Municipal de Ponte de Lima e Presidente do Senado da mesma Câmara.
Participou activamente na campanha do general Norton de Matos para a Presidência da República.

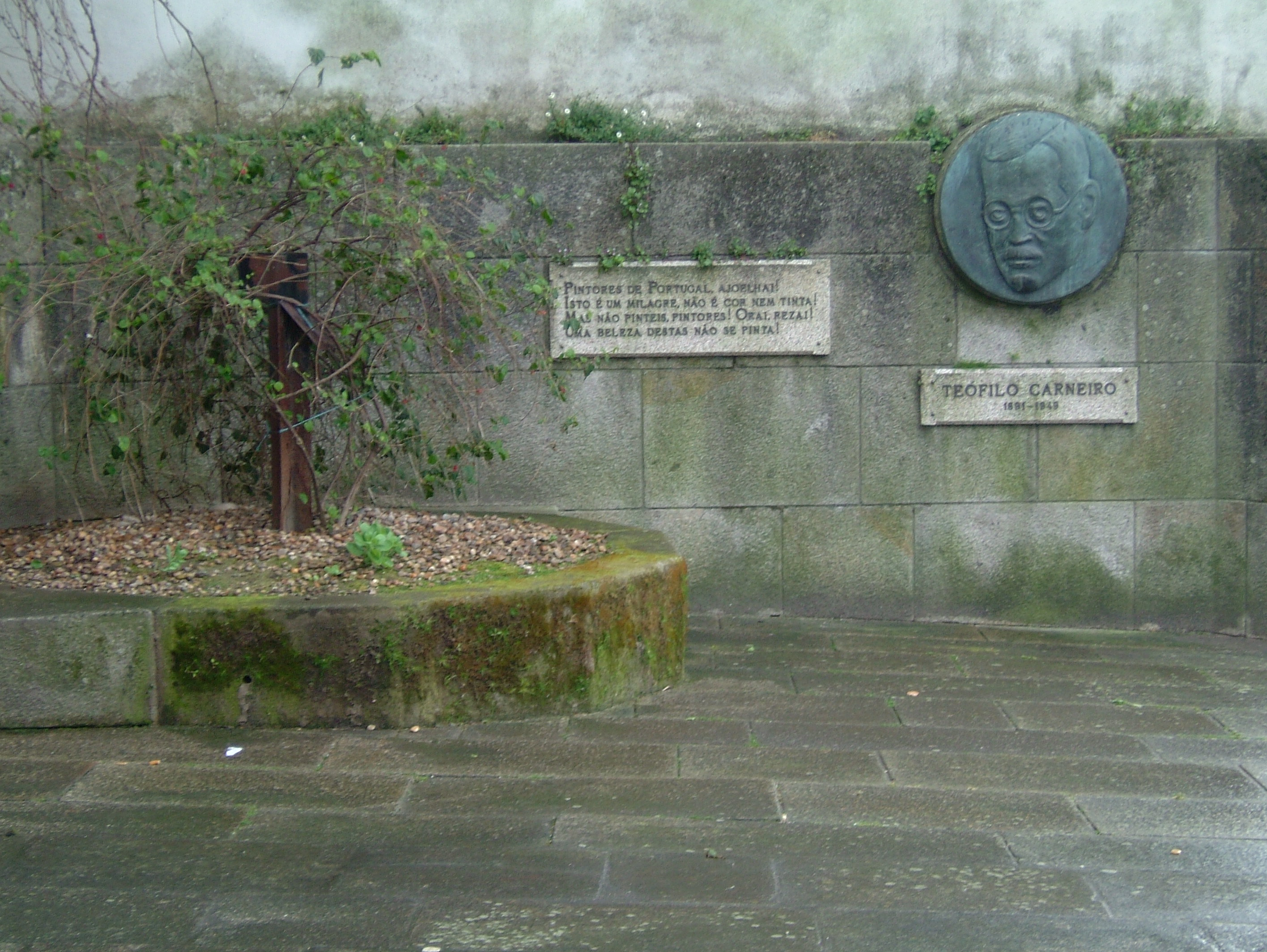
Busto de Teófilo Carneiro em Ponte de Lima

Ao mesmo tempo, homem de rara sensibilidade, escreveu poesia desde a sua juventude, sem nunca ter reunido em vida essa criação poética.
Um volume póstumo das Poesias de Teófilo Carneiro fora editado em 1952 em edição particular, numa tiragem bastante limitada.
Mais recentemente, sob o título “Poesias e Outros Dispersos”, a vida e obra do poeta, jurista e deputado Teófilo Carneiro tem mais um registo, através de um livro, agora publicado com 300 páginas, da Editora Opera Omnia.
Foi fundador e director do jornal Democracia do Lima (1921-1922) e colaborou em diversas publicações periódicas do seu tempo.